# Курт Воннеґут
Курт Во́ннеґут-молодший (англ. Kurt Vonnegut, Jr.; 11 листопада 1922, Індіанаполіс — 11 квітня 2007, Нью-Йорк) — американський письменник-фантаст. Вважається одним з найбільш значних американських письменників XX століття. Автор таких творів як «Сирени Титана» (1959), «Мати Темрява» (1961), «Колиска для кішки» (1963), «Бійня номер п'ять, або Хрестовий похід дітей» (1969), «Сніданок чемпіонів» (1973), що поєднують в собі елементи сатири, чорного гумору і наукової фантастики. У 2001—2003 роках був удостоєний честі називатися «Письменником штату Нью-Йорк».

## Біографія
Курт Воннеґут народився в Індіанаполісі, штат Індіана в родині архітектора. Проте в роки Великої Депресії добробут сім'ї швидко погіршився.
Перший літературний досвід Воннеґут здобув у школі, де два роки був редактором щоденної шкільної газети. У 1940 році він вступив на хімічний факультет Корнелльського університету й одночасно почав співпрацювати в газеті «Cornell Daily Sun». Навчався досить посередньо, і у 1943 році його, напевно, відрахували б за неуспішність, якби він не записався в армію. У грудні 1944 року Воннеґут потрапив у німецький полон, перебував у дрезденській в'язниці. Пережив бомбардування Дрездена союзною авіацією в лютому 1945 року — його врятувало те, що він сховався в підвалах бійні.
У травні 1945 року Воннеґут повернувся в Америку, два роки навчався в Чиказькому університеті, одночасно працював поліцейським репортером, потім переїхав у Скенектаді й влаштувався на роботу в компанію «Дженерал Електрік». Саме там почалася його письменницька кар'єра: у лютому 1950 року журнал «Колльєрс» опублікував оповідання «Доповідь про ефект Барнгауза». Наступного року Воннеґут звільнився з «Дженерал Електрик» і разом з сім'єю переселився в Массачусетс. До 1959 року, коли було опубліковано роман «Сирени Титана», Воннеґут встиг надрукувати десятки оповідань, попрацювати вчителем у школі для розумово відсталих дітей, побути торговим представником концерну «Сааб». Потім були опубліковані ще чотири романи, а завершилося це бурхливе десятиліття випуском у 1969 році найкращого роману Воннеґута — «Бійня номер п'ять».
В 1970–1980 роках Воннеґут продовжує активно писати і публікуватися: виходять романи «Сніданок для чемпіонів» (1973), «Рецидивіст» (1979), «Малий не промах» (1982), «Галапагос» (1985), «Синя Борода» (1987), «Фокус-покус» (1990). У 1997 році він публікує роман «Часотрус» (Time Quake), який стає однією з найвидатніших подій американської літератури дев'яностих років.
Курт Воннеґут-молодший — один з найвідоміших американських прозаїків. Про нього і його творчість написані солідні наукові монографії і дисертації, маса критичних статей і рецензій, журналісти без кінця зверталися до нього з проханням про інтерв'ю.
Головний парадокс художнього методу Воннеґута в тому, що про найкризовіші, найтрагічніші моменти людського життя він розповідає зі сміхом. В його романах ми спостерігаємо смертельну гру в життя, в яку грає людина. Це зіткнення глибокого філософського змісту з зовнішньою карнавальністю створює неповторний воннеґутівський стиль.
Невпинний гротеск, сатира і найгіркіша іронія, парадокси, які створюють ефект обманутого очікування, що показують алогізм людських вчинків і повне руйнування стереотипів — усі ці елементи стилістики, словесна гра, які зустрічаються у Воннеґута, не є самоціллю. Дивний, на перший погляд, прийом реагувати сміхом на нерозв'язні проблеми має серйозне підґрунтя. «Найсміливіші жарти виростають з найглибших розчарувань і розпачливих страхів»,— вважає письменник.
|  | Мені видається огидною і комічною притаманна нашій культурі особливість чекати від будь-якої людини, що вона завжди спроможна розв'язати всі свої проблеми. Мається на увазі, що проблему завжди можна вирішити, якщо прикласти дещо більше зусиль, дещо більше боротьби. Це настільки не відповідає істині, що мені хочеться ридати чи сміятися. Знову ж відповідно до культурної традиції американці не мають права плакати. Тому я не багато плачу — але дуже багато сміюся. |

### Романи
- 1952 — Механічне піаніно / Player Piano
- 1959 — Сирени Титана / The Sirens of Titan
- 1962 — Мати Ніч / Mother Night
- 1963 — Колиска для кішки / Cat's Cradle
- 1965 — Божої вам ласки, містере Роузвотерe, або перли перед свиньми / God Bless You, Mr. Rosewater
- 1969 — Бойня номер п'ять, або Хрестовий похід дітей / Slaughterhouse Five or, The Children's Crusade[14]
- 1973 — Сніданок чемпіонів / Breakfast of Champions
- 1976 — Буфонада, або більше не самотні / Slapstick or Lonesome No More!
- 1979 — Тюремна пташка / Jailbird
- 1982 — Прицільний Дік / Dead-Eye Dick
- 1985 — Ґалапаґос / Galapagos
- 1987 — Синя борода / Bluebeard
- 1990 — Фокус-покус / Hocus Pocus (Hocus Pocus or, What's the Hurry, Son?)
- 1997 — Часотрус / Timequake

### Повісті й оповідання
- 1950 — Звіт про ефект Барнгауза / The Report on the Barnhouse Effect
- 1950 — ЕПІКАК / EPICAC
- 1951 — Споруди пишні чертоги / More Stately Mansions
- 1951 — Спадщина Фостера / The Foster Portfolio
- 1951 — Питання Ейфіо / The Euphio Question
- 1951 — Вся королівська кіннота / All the King's Horses
- 1953 — Не готові одягнути / Unready to Wear
- 1953 — Кошлатий пес Тома Едісона / Tom Edison's Shaggy Dog
- 1953 — Без батьківщини / D. P.
- 1954 — Все завтра, та все завтра, та все завтра / Tomorrow and Tomorrow and Tomorrow (The Big Trip Up Yonder)
- 1954 — Зеленувато-блакитний Дракон / The Powder-Blue Dragon
- 1954 — Наречена на замовлення / Custom-Made Bride
- 1954 — Табакерка Багомбо / Bagombo Snuff Box
- 1954 — Амбітний другокурсник / Ambitious Sophomore
- 1954 — Адам / Adam
- 1955 — Неоплачений консультант / Unpaid Consultant
- 1955 — По сусідству / Next Door
- 1955 — Незговірлива дитина / The Kid Nobody Could Handle
- 1955 — Олень на комбінаті / Deer in the Works
- 1956 — Це мій син / This Son of Mine
- 1956 — Міс Спокуса / Miss Temptation
- 1956 — Хлопчик, що ненавидів дівчаток / The Boy Who Hated Girls
- 1957 — Ніч для кохання / A Night for Love
- 1957 — Чарівна лампа Хала Ірвіна / Hal Irwin's Magic Lamp
- 1958 — Укомплектовані ракети / The Manned Missiles
- 1960 — Довга прогулянка в вічність / Long Walk to Forever
- 1961 — Хто я цього разу? / Who Am I This Time?
- 1961 — Втікачі / Runaways
- 1961 — Гаррісон Бержерон / Harrison Bergeron
- 1961 — Знайди мені мрію / Find Me a Dream
- 1962 — Брехня / The Lie
- 1962 — Повертайся до своїх дорогоцінних дружини й сина / Go Back to Your Precious Wife and Son
- 1962 — 2BRO2B / 2BRO2B
- 1968 — Ласкаво просимо до мавп'ятника / Welcome to the Monkey House
- 1968 — Історія порту Хіанніс / The Hyannis Port Story
- 1968 — Сила духу / Fortitude
- 1972 — Великий всесвітній трах / The Big Space Fuck
- 1999 — Танасфера / Thanasphere
- 1999 — Сувенір / Souvenir
- 1999 — Подарунок для Великого Святого Ніка / A Present for Big Saint Nick
- 1999 — Бідне маленьке багате місто / Poor Little Rich Town
- 1999 — Пакет / The Package
- 1999 — Неталановита дитина / The No-Talent Kid
- 1999 — Мнемоніки / Mnemonics
- 1999 — Анонімні коханці / Lovers Anonymous
- 1999 — Військовий перекладач / Der Arme Dolmetscher
- 1999 — Подорож Джоллі Роджера / The Cruise of THE JOLLY ROGER
- 1999 — Будь-яка розумна пропозиція / Any Reasonable Offer
- 2001 — Дай вам Боже здоров'я, докторе Кеворкян / God Bless You, Dr. Kevorkian

### Драматургія
- 1971 — З уродинами, Уондо Джун
- 1972 — Між часом та Тімбукту

### Есе
- 1964 — Де я живу / Where I Live
- 1966 — Новий словник / New Dictionary
- 1984 — Їх найгірша схильність / The Worst Addiction of Them All
- 1984 — Ворота гірші за смерті / Gates Worse Than Death
- 1999 — Кода моїй кар'єрі як автора періодичних видань / Coda to My Career as a Writer for Periodicals

### Інші твори
- 1974 — Вампітери, фома та Гранфаллуни / Wampeters, Foma & Granfalloons
- 1981 — Вербна неділя / Palm Sunday
- 1984 — Ніщо не втрачено, крім честі / Nothing Is Lost Save Honour
- 1991 — Долі гірші за смерть / Fates Worse Than Death

## Переклади українською
Романи
- Курт Воннеґут. Бійня номер п'ять, або Хрестовий похід дітей. Переклад з англійської: Петро Соколовський. Київ: Дніпро, 1976. 176 стор. (Серія «Зарубіжна сатира і гумор». Вип. 7) (завантажити [Архівовано 8 листопада 2016 у Wayback Machine.])
- Курт Воннеґут. Балаган, або Кінець самотності! (скорочений журнальний варіант роману). Переклад з англійської: Володимир Горячев та Олександр Рудяченко. Київ: Журнал «Всесвіт». № 12, 1984. 3-73 стор. (завантажити [Архівовано 8 листопада 2016 у Wayback Machine.])
- Курт Воннеґут. Ґалапаґос. Переклад з англійської: Вадим Хазін. Київ: Журнал «Всесвіт». № 8, 1990 2-50 стор. / № 9, 1990 77-130 стор. (завантажити [Архівовано 8 листопада 2016 у Wayback Machine.])

- (передрук) Курт Воннеґут. Ґалапаґос. Переклад з англійської: Вадим Хазін. Чернівці: Книги — ХХІ, у співпраці з видавництвом Вавилонська бібліотека 2016. 224 стор. ISBN 9786176141594

- Курт Воннеґут. Бойня номер п'ять, або Дитячий хрестовий похід він же Вальс зі смерю. Переклад з англійської: Володимир Діброва, Лідія Діброва. Львів: ВСЛ у співпраці з видавництвом Вавилонська бібліотека, 2014. 320 стор. ISBN 978-617-679-084-6.
- Курт Воннеґут. Колиска для кішки. Переклад з англійської: Аліна Немірова. Харків: КСД. 2016. 240 стор. ISBN 978-617-12-1518-4
- Курт Воннеґут. Буфонада, або Більше не самотні. Переклад з англійської: Тетяна Некряч. Івано-Франківськ: Вавилонська бібліотека. 2018. 184 стор. ISBN 978-966-97482-4-9
- Курт Воннеґут. Сніданок чемпіонів, або Прощавай чорний понеділку! Переклад з англійської: Олена Фешовець. Івано-Франківськ: Вавилонська бібліотека. 2020.188 стор. ISBN 978-966-97782-4-6
- Курт Воннеґут. Божої вам ласки, містере Роузвотер, або перли перед свиньми. Переклад з англійської: Тетяна Некряч. Івано-Франківськ: Вавилонська бібліотека. 2022.? стор. (готується до друку)
- Курт Воннеґут. Бійня номер п'ять, або Хрестовий похід дітей (Танок зі смертю за службовим обов’язком). Переклад з англійської: Елла Євтушенко. Київ: BookChef, 2022. 208 стор. (Серія Класика) ISBN 978-617-548-067-0
- Курт Воннеґут. Ґалапаґос. Переклад з англійської: Ольга Смольницька. Київ: BookChef, 2023. 272 стор. (Серія Класика) ISBN 978-617-548-167-7

Оповідання, новели
- Курт Воннеґут. Все завтра, та все завтра, та все завтра. Переклад з англійської: Наталя Лень та Богдан Жолдак. Київ: Журнал «Всесвіт». № 9, 1979 122—132 стор. (завантажити [Архівовано 20 грудня 2016 у Wayback Machine.])
- Курт Воннеґут. Новітній кібер. Переклад з англійської: Лариса Боженко; малюнки: П. Ткаченко. Київ: Журнал «Знання та праця». № 7, 1982 22-24 стор.
- Курт Воннеґут. Сила духу. Переклад з англійської: Віктор Колечко. Київ: Журнал «Всесвіт». № 6, 1983 52-62 стор. (завантажити [Архівовано 29 листопада 2016 у Wayback Machine.])
- Курт Воннеґут. Вся королівська кіннота; Хто я цього разу?; Гаррісон Берджерон; Все завтра, та все завтра, та все завтра. Переклад з англійської: Юрій Петрусь, Наталя Лень та Богдан Жолдак. Київ: Журнал «Всесвіт», № 3/4, 1995. 48-78 стор. (завантажити [Архівовано 6 листопада 2016 у Wayback Machine.])
- Курт Воннеґут. Брехня. Переклад з англійської: Юрій Попсуєнко. Американська новела. Київ: Дніпро, 1978. стор. 393—405. (завантажити [Архівовано 8 листопада 2016 у Wayback Machine.])
  - (передрук) Курт Воннеґут. Брехня . Переклад з англійської: Юрій Попсуєнко. Київ: Журнал «Київ». № 2, 2010 144—154 стор. ISSN 0208-0710 (завантажити [Архівовано 8 листопада 2016 у Wayback Machine.])
- Курт Воннеґут. Харрісон Бержерон / Пер. з англ. М. Бистрицького // Ізборник. — К., 2021.

## Фільмографія
- 1971 — З днем народження, Ванда Джун (Happy Birthday, Wanda June), реж. Марк Робсон (Mark Robson)
- 1972 — Між часом та Тімбукту (англ. Between Time and Timbuktu), реж. Фред Баржик (Fred Barzyk)
- 1972 — Бійня номер п'ять (англ. Slaughterhouse-Five), реж. Джордж Рой Гілл (George Roy Hill)
- 1974 — Rex Harrison Presents Stories of Love, реж. Джон Бедгем (John Badham), Арнолд Лейвн (Arnold Laven)
- 1975 — Сусідній (англ. Next Door), реж. Ендрю Сілвер (Andrew Silver)
- 1977 — Karikakramäng, реж. Петер Сімм (Peeter Simm), Тоомас Тагвел (Toomas Tahvel)
- 1980 — Deer in the Works, реж. Рон Андервуд (Ron Underwood)
- 1982 — Slapstick (Of Another Kind), реж. Стівен Пол (Steven Paul)
- 1983 — А хто я цього разу? (англ. Who Am I This Time?), реж. Джонатан Деммі (Jonathan Demme)
- 1985 — Displaced Person, реж. Алан Бріджес (Alan Bridges)
- 1987 — Long Walk to Forever, реж. Джон А. Ґалаґер (John A. Gallagher)
- 1991 — Monkey House
- 1995 — Гаррісон Бержерон (англ. Harrison Bergeron), реж. Брюс Піттман (Bruce Pittman)
- 1996 — Мати ніч (англ. Mother Night), реж. Кейт Ґордон (Keith Gordon)
- 1999 — Сніданок для чемпіонів (англ. Breakfast of Champions), реж. Алан Рудолф (Alan Rudolph)
- 2006 — Harrison Bergeron, реж. Патрік Горн (Patrick Horne)
- 2008 — A Man Without a Country, реж. Дж. Дж. Гартінг (J. J. Harting)
- 2009 (у виробництві) — 2081, реж. Чендлер Таттл (Chandler Tuttle)
- 2009 (у виробництві) — Bluebeard, реж. Дж. Дж. Гартінг (J. J. Harting)
- 2010 — Довга прогулянка — назавжди (Україна) [Архівовано 12 червня 2015 у Wayback Machine.] — за однойменним оповіданням, реж. Максим Буйницький